# 製造共識
《製造共識︰大眾傳播的政治經濟學》（英語：Manufacturing Consent: The Political Economy of the Mass Media）為愛德華·塞繆爾·赫爾曼與諾姆·喬姆斯基共著的一本書。該書於1988年出版，書中並指出在美國，大眾傳播媒體為有效且強大的意識形態機構，其宣傳模式的特點在於透過市場機制、內化的假設和自我審查，但盡可能避免使用脅迫來完成政治宣傳的目的。書名「製造共識」（Manufacturing Consent）則引用自沃爾特·李普曼1922年的著作《公眾輿論》（Public Opinion）所使用的「共識的製造」（the manufacture of consent）一詞，這裡的「共識」（consent）是指被治者的同意（consent of the governed）這一概念。
《製造共識》於2002年進行修訂，以因應蘇聯解體後美國社會的變化。此外，互聯網的出現也使得公眾對資訊獲取方式的改變得到了廣泛的討論。

## 背景

### 寫作動機
諾姆·喬姆斯基稱自己最初的寫作動機來自澳大利亞社會心理學家亞歷克斯·凱莉對企業宣傳模式歷史的研究。此外，愛德華·塞繆爾·赫爾曼在和喬姆斯合著此書前，亦對金融領域和法人團體施加影響力的模式有所研究。由於喬姆斯認為赫爾曼對此書的貢獻較自己更大，因此書中堅持將赫爾曼的名字列在自己的名字之前，而未比照依姓氏字母開頭排序的慣例。赫爾曼與喬姆斯作為好友已相識超過五十年。

### 關於作者
赫爾曼在身前曾擔任賓夕法尼亞大學沃頓商學院的金融教授，喬姆斯基則為一名語言學家和公共知識分子，後者除本書外還編有多部著作，包括《朝向一場新的冷戰》。在撰寫《製造共識》之前，兩人便已共同研究過書中所提及的議題。兩人於1973年出版了共同有關於美國外交政策與媒體的著作《反革命暴力：浴血的事實與宣傳》。該書的出版商作為華納傳播底下的子公司，在出版該書後不久便遭惡意倒閉。該書因此僅印製20,000本，當中多數又遭到銷毀，因此該書相較於兩人其他的著作而言較鮮有人知。
根據喬姆斯基的說法，赫爾曼貢獻了《製造共識》一書中大部分的內容。赫爾曼概略地指出兩人的分工，前言和第一章至第四章的部分主要由自己完成，喬姆斯基則負責第五章至第七章的內容。:204根據赫爾曼的說法，書中有關於宣傳模式的觀點為自己所提出，主要是根據自己於1981年出版的著作《企業控制力，企業影響力》所提出的論點。:205此外，兩人先前於1979年共同的著作《人權的政治經濟學》第一冊第二章中亦曾對宣傳模式（當時尚未有「宣傳模式」該說法）的結構組成提出相似的觀點，指出「尤其涉及到關乎美國的經濟與政治利益以及和盟友與敵對勢力之間的關係的議題時，大眾媒體往往扮演者國家宣傳機器的角色。」

## 宣傳模式
此書所提出的宣傳模式的觀點，於當今社會依然頗具參考意義。
此書指出，製造公眾的共識的宣傳模式，在新聞的報導上主要由五種有利於扭曲事實的過濾機制所制約，並採用於大眾傳播媒體中對於新聞的報導。這五種過濾機制如下：
1. 媒體的規模、擁有者及追求營利的本質：主流大眾媒體的運作模式皆以營利為目的，由於多數媒體的擁有者主要為財團與投資人，因此在營運上不得不顧及到他們的商業利益。一家媒體的規模主要由投資者資金的規模所決定，更多的資金意味著能夠購買更優、更齊全的傳播設備和技術，並藉此擁有更龐大的觀眾、聽眾與讀者。
2. 廣告收入：由於多數大型媒體的收入來源主要為廣告而非受眾的訂閱費用，因此廣告客戶為媒體實際上的控制者。[10]由於媒體運作所需的資金極為龐大，唯有依賴廣告客戶的贊助，其運作才得以維持。因此，媒體在新聞報導上必須顧慮到廣告客戶的政治與經濟利益。如此一來，勞動階級的媒體遭有效削弱，報社的數量也逐年減少。
3. 新聞來源：赫爾曼與喬姆斯基指出：「大眾媒體由統治階級所主導的大型官僚機構提供資金，並因此得到特別照顧，其中包括幫助媒體降低取得新聞來源與製造新聞報導的成本。因此，這些主要贊助者所提供的消息成為媒體主要的新聞來源。其他的來源往往較難得到關注，甚至會被贊助者所排斥。」故新聞報導對事實真相的扭曲會因為仰賴影響力巨大的財團和政府所提供的窄化的新聞來源而擴大。若任何報社、電視台、雜誌等新聞機構報導了對贊助者不利的新聞時，贊助者會切斷消息來源，並因此導致觀眾減少，缺少觀眾群的媒體也將不再受到廣告客戶的青睞。因此，媒體機構為降低營運上的風險，會刻意避免得罪報導不利於贊助者的新聞。[11]
4. 高射炮與執行者：「高射炮」（英語：flak）泛指既得利益團體針對媒體報導的反擊手段，形式不分輕重包括書信、投訴、法律官司甚至是立法行動。「高射炮」對媒體帶來的傷害巨大，除可能喪失廣告收入，亦可因此為捍衛自身權益和形象而在法律攻防與公關方面花費巨額的開銷。「高射炮」式的攻擊主要由智庫等由利益團體所控制的機構發動，並對媒體產生嚇阻作用。[11]
5. 反共主義與反恐戰爭：本書的原版出版於1988年，由於冷戰尚未結束，因此喬姆斯基當時僅將反共主義列為第五種過濾機制。本書再版時，喬姆斯基認為反恐戰爭已取代反共主義，成為第五種過濾機制作為社會控制手段的意識形態。[12]

## 後續
- 兩位作者因為《製造共識》而獲得奧威爾賞。
- 2006年，土耳其阿拉姆出版社的創辦人兼社長法提·塔斯同兩位編輯以及該書於2001年改版的土耳其文版的翻譯者遭到土耳其政府以兩項罪名起訴，分別為《刑法》第216條的「煽動公眾仇恨罪」與第301條的「詆毀國家認同罪」。起訴書中指出，該書的引言一章提及1990年代土耳其媒體對土耳其政府鎮壓庫德族人民的報導。四名被告日後遭法院判決無罪。[13][14]
- 2007年5月15日至17日間，在一場於溫莎大學舉辦的名為「二十年的宣傳？：有關赫爾曼與喬姆斯基宣傳模式理論持續的適用性的批判性討論與證明」的研討會上，赫爾曼與喬姆斯基發表了宣傳模式理論的後續發展，研討會適逢此書首次出版的29週年紀念。[15]
- 2011年，《製造共識》被翻譯為中文，並由北京大學出版。[16][17]不過由於該書的重點，即有關於美國在國際政治媒體中的角色，並不符合中國政府對傳播理論的觀點，因此在相關課程中，書中所提及宣傳模式的五種過濾機制僅作為理論用於教授學生有關美國的媒體環境。[17]

### 紀錄片
《製造共識》出版後四年的1992年，該書被翻拍為紀錄片，標題為《製造共識：諾姆·喬姆斯基與媒體》，由馬克·阿赫巴和彼得·溫托尼克執導。紀錄片的語言為英語，並於多個英語系國家播出。首映會於紐約市的電影論壇舉行。
該紀錄片的長度為三小時，片中除討論喬姆斯基的觀點、宣傳模式理論與大眾傳播行業內的政治生態外，亦介紹了喬姆斯基的生涯和背景。

## 外部連結
- archive.org上收錄的本書全文（英文）
- .   [2020-08-26]. （原始内容存档于2009-06-27）.
- Mullen, Andrew. . Westminster Papers in Communication and Culture. 2009, 6 (2): 12–22. doi:10.16997/wpcc.121 .
- Beyer, Christian; Juliane Bockwoldt, Emil Hammar, Holger Pötzsch (編者) (2019). «Manufacturing Monsters» （页面存档备份，存于）, Nordlit 42: 1–416.